# 22 de enero
El 22 de enero es el 22.º (vigésimo segundo o vigesimosegundo) día del año en el calendario gregoriano. Quedan 343 días para finalizar el año y 344 en los años bisiestos.

## Acontecimientos
- 1188: en la ciudad zamorana de Benavente (Reino de León), fallece por causas naturales, el rey Fernando II de León, a los cincuenta y un años. Su hijo, el príncipe Alfonso, fue proclamado rey a finales de septiembre de ese mismo año.
- 1211: el rey Pedro II de Aragón acepta el vasallaje del caballero Simón IV de Montfort sobre diferentes territorios de Occitania.
- 1800: en Estados Unidos, el condado de Adams se incorpora al estado de Pensilvania.
- 1801: en Santo Domingo, las fuerzas españolas capitulan ante las del haitiano Toussaint-Louverture.
- 1809: la Junta Central de Sevilla declara que las colonias españolas de América «no son propiamente colonias o factorías, como las de otras naciones, sino una parte esencial e independiente de la Monarquía española».
- 1810: en las inmediaciones de la villa de Dueñas (España), Jerónimo Merino, cuya guerrilla actuaba sobre las comunicaciones entre Burgos y Valladolid, sorprende a una división francesa. En la emboscada mata a más de 1500 franceses.
- 1820: en Uruguay, las fuerzas patriotas de José Gervasio Artigas resultan derrotadas tras una guerra de tres años y medio contra los portugueses y después de librar más de 500 combates.
- 1826: en Santiago de Chile se hace oficial la anexión del archipiélago de Chiloé, último territorio de la Corona española en Sudamérica.
- 1826: en el puerto de El Callao (Perú) se rinde la Fortaleza del Real Felipe, último reducto de la resistencia española en Sudamérica.
- 1879: en Suazilandia se libra la batalla de Isandwana entre tropas británicas y guerreros zulúes por el control de ese país.
- 1903: Estados Unidos y Colombia firman el tratado Herrán-Hay para la construcción del Canal de Panamá.
- 1904: en Noruega, un incendio destruye totalmente la ciudad de Ålesund.
- 1905: en San Petersburgo (Rusia Imperial) el Palacio de Invierno es tomado por 30 000 obreros encabezados por el pope Georgi Gapón.
- 1909: Rusia rechaza la petición finlandesa de conseguir el derecho a la autodeterminación.
- 1910: comienza la repatriación de las tropas españolas que combatieron en la campaña de Marruecos.
- 1917: en Washington (Estados Unidos), el presidente Woodrow Wilson presenta una Comisión de Paz al Senado.
- 1918: en Kiev se proclama la República Popular de Ucrania, cuyo Gobierno se declara independiente.
- 1921: en España, el rey Alfonso XIII firmó el Real Decreto que establecía el Seguro Obrero Obligatorio (mediante la Ley de Accidentes de Trabajo), con el conservador Eduardo Dato presidiendo el Consejo de Ministros.
- 1926: el hidroavión español Plus Ultra comienza el primer vuelo sobre el Atlántico Sur.
- 1929: República Dominicana y Haití firman un tratado que establece las fronteras entre ambos países.
- 1931: en España comienza a funcionar el servicio telefónico entre la península ibérica y las Islas Canarias.
- 1932: en Inglaterra, la Iglesia de Inglaterra y la Iglesia Católica Antigua comunican su unión.
- 1932: en El Salvador se produce un levantamiento campesino que es violentamente reprimido por el gobierno.
- 1934: se estrena la película estadounidense El texano afortunado, protagonizada por John Wayne.
- 1936: Eduardo VIII de Inglaterra es proclamado rey.
- 1939: en la Universidad de Columbia (Estados Unidos) se consigue la fisión del uranio.
- 1941: en Tobruk (Libia) ―en el marco de la Segunda Guerra Mundial― la guarnición italiana capitula ante las fuerzas aliadas.
- 1942: Argentina gana un partido contra Ecuador por 12 a 0.
- 1942: en Bahía Blanca (Argentina) se inaugura el Estadio Roberto Natalio Carminatti del Club Olimpo.
- 1944: cerca de Roma (Italia) ―en el marco de la Segunda Guerra Mundial― tropas aliadas aterrizan en Anzio y emprenden la conquista de ese país.
- 1944: en el Luna Park (Buenos Aires), el coronel Juan Domingo Perón conoce a Eva Duarte.
- 1959: en La Habana (Cuba) se inician juicios militares sumarísimos contra los cientos de crímenes cometidos por los colaboradores del derrocado dictador Fulgencio Batista.
- 1962: en Punta del Este (Uruguay) la conferencia de la OEA acuerda la expulsión de Cuba del seno de esa organización, debido a las fuertes presiones de Estados Unidos.
- 1963: Alemania y Francia se reconcilian tras la firma por Charles de Gaulle y Konrad Adenauer del Tratado del Elíseo.
- 1966: en un pozo a 213 metros bajo tierra, en el área U10m del Sitio de pruebas atómicas de Nevada (a unos 100 km al noroeste de la ciudad de Las Vegas), a las 7:17 (hora local) Estados Unidos detona su bomba atómica Reo, de 0,15 kilotones. Es la bomba n.º 446 de las 1132 que Estados Unidos detonó entre 1945 y 1992.
- 1967: en Managua (Nicaragua) se produce la Masacre del 22 de enero cuando soldados de la Guardia Nacional (GN) ametrallan una manifestación de la primera coalición electoral Unión Nacional Opositora (UNO) ―cuyo candidato presidencial era el doctor Fernando Agüero Rocha― que protestaba contra el presidente Lorenzo Guerrero Gutiérrez y el general Anastasio Somoza Debayle (candidato del oficialista Partido Liberal Nacionalista y jefe de la GN) causando entre 1000 y 1500 muertos.
- 1968: en Cabo Cañaveral (Florida), Estados Unidos lanza el Apolo 5.
- 1970: en los Estados Unidos se realiza el primer vuelo comercial del avión Boeing 747.
- 1972: Dinamarca, el Reino Unido e Irlanda se convierten en miembros de la CEE (Comunidad Económica Europea).
- 1972: en España, tras cuatro días de secuestro, la banda terrorista ETA pone en libertad al industrial Lorenzo Zabala.
- 1977: en Estados Unidos, el presidente Jimmy Carter concede la amnistía a los desertores de Vietnam.
- 1980: en la Unión Soviética, el disidente y científico soviético Andréi Sájarov es desterrado a la ciudad de Gorki.
- 1982: en Chile, muere el expresidente Eduardo Frei Montalva.
- 1987: en Harrisburg (Pensilvania), el político estadounidense Robert Budd Dwyer (47) se suicida en público para evitar ser encarcelado por varios delitos.
- 1992: en Washington D. C., 47 países se reúnen para coordinar la ayuda a los países de la antigua Unión Soviética.
- 1993: en Yugoslavia, el ejército croata lanza una ofensiva contra el territorio de Krajina, enclave ocupado por los serbios en Croacia, después de un año de tregua entre ambas facciones.
- 1993: en España, la banda terrorista ETA asesina a José R. Domínguez Burillo, un funcionario de prisiones.
- 1994: en España un centenar de académicos de la lengua castellana de 20 de las 22 instituciones existentes en el mundo instan en Huelva (Andalucía) a sus respectivos gobiernos a defender el idioma y cultura españolas.
- 1995: en los Estados Unidos, Shawn Michaels gana el Royal Rumble eliminando a British Bulldog para ganar la competencia.
- 1996: en África, Tanzania cierra su frontera con Burundi e impide la entrada de 17 000 refugiados ruandeses.
- 1996: en México, Televisión Azteca emite por primera vez su programa de revista de espectáculos Ventaneando.
- 2003: el palacio de Versalles acoge la primera sesión conjunta de la historia de los Parlamentos de Francia y Alemania.
- 2006: en Bolivia, Evo Morales asume la presidencia del país.
- 2006: Kobe Bryant marca 81 puntos en un partido de la NBA. Estableciendo la segunda mayor marca de anotación en la historia de la liga.
- 2010: en Bolivia, Evo Morales asume el segundo mandato presidencial del país.
- 2015: en Bolivia, por tercera vez consecutiva Evo Morales asume la presidencia del país.
- 2016: en Estados Unidos, varios astrónomos descubren el exoplaneta con la órbita más larga y la más amplia conocida hasta ahora, correspondiente a 2MASS J2126-8140.
- 2019: El pitcher panameño Mariano Rivera es elegido al Salón de la Fama de Cooperstown con el 100 % de los votos. Se convierte así en el primer jugador de las Grandes Ligas en ser elegido de forma unánime.
- 2021: entra en vigor el Tratado sobre la Prohibición de las Armas Nucleares.

## Nacimientos
- 826: Montoku Tennō, emperador japonés (f. 858).
- 1440: Iván III, el Grande, príncipe moscovita entre 1462 y 1505 (f. 1505).
- 1552: Walter Raleigh, marino, escritor y político inglés (f. 1618).

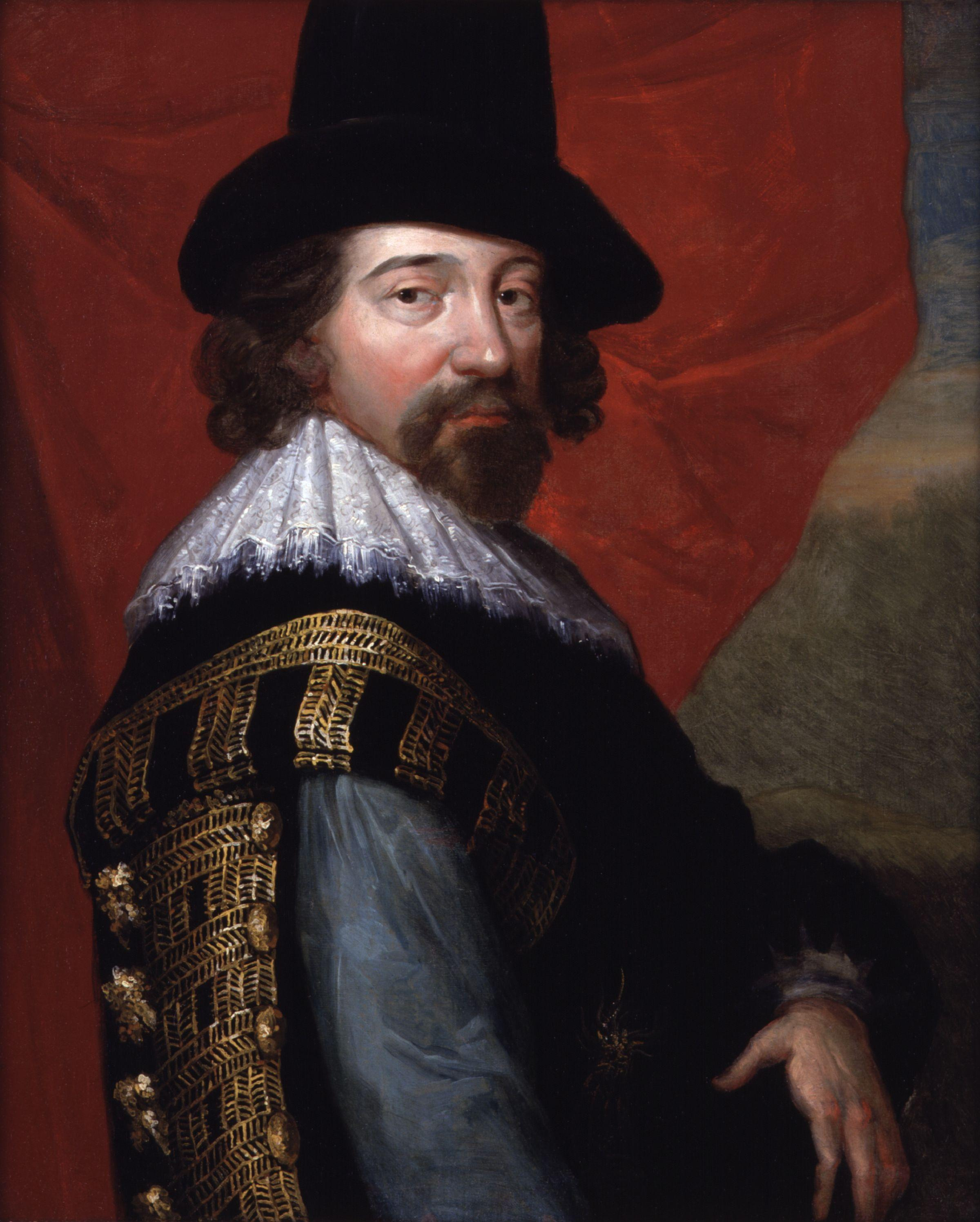
Francis Bacon.

- 1561: Francis Bacon, filósofo, abogado y escritor inglés (f. 1626).
- 1572: John Donne, poeta inglés (f. 1631).
- 1592: Pierre Gassendi, filósofo, científico y matemático (f. 1655).
- 1654: sir Richard Blackmore, poeta, religioso y médico británico (f. 1729).
- 1665: Sebastián de Jesús, fraile franciscano español (f. 1743).
- 1690: Nicolas Lancret, pintor francés (f. 1743).
- 1729: Gotthold Ephraim Lessing, poeta y filósofo alemán (f. 1781).
- 1775: Manuel del Pópulo Vicente García, tenor español (f. 1832).
- 1788: Lord Byron, poeta británico (f. 1824).
- 1789: Luca Passi, religioso italiano (f. 1866).
- 1796: Karl Ernst Claus, químico y naturalista ruso (f. 1864).
- 1797: María Leopoldina de Austria, reina consorte de Brasil (f. 1826).

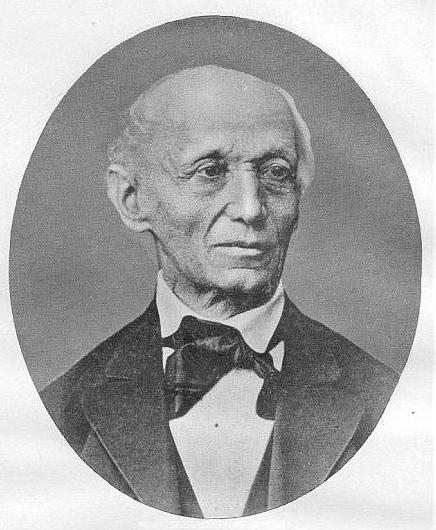
Eduard Zeller.

- 1814: Eduard Zeller, filósofo y teólogo alemán (f. 1908).

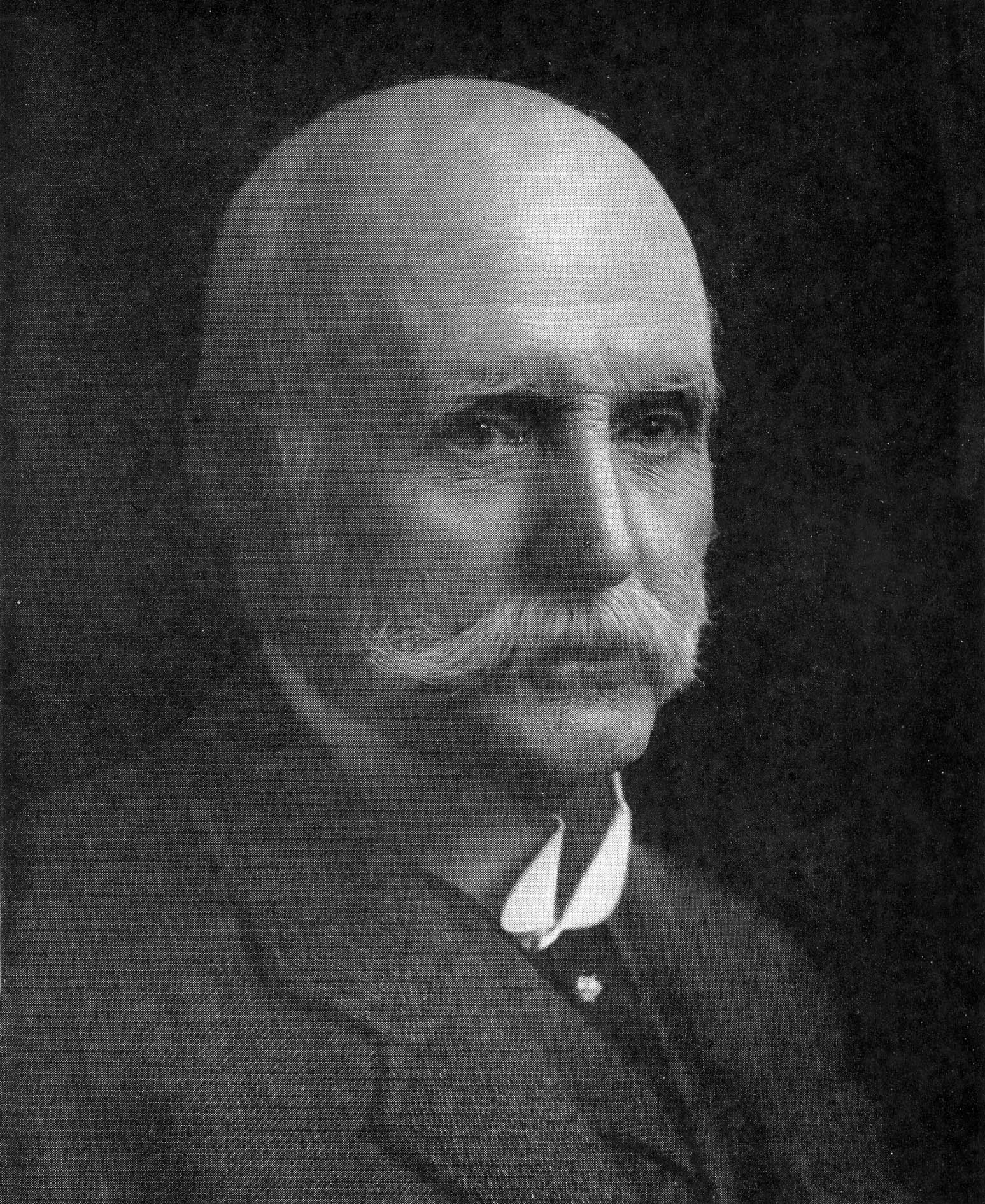
Henry Brunner.

- 1838: Henry Brunner, químico británico (f. 1916).
- 1842: Eloísa D'Herbil, compositora española (f. 1943).
- 1845: Filomena Tamarit e Ibarra, aristócrata y benefactora española (f. 1921).
- 1845: Paul Vidal de La Blache, geógrafo francés (f. 1918).

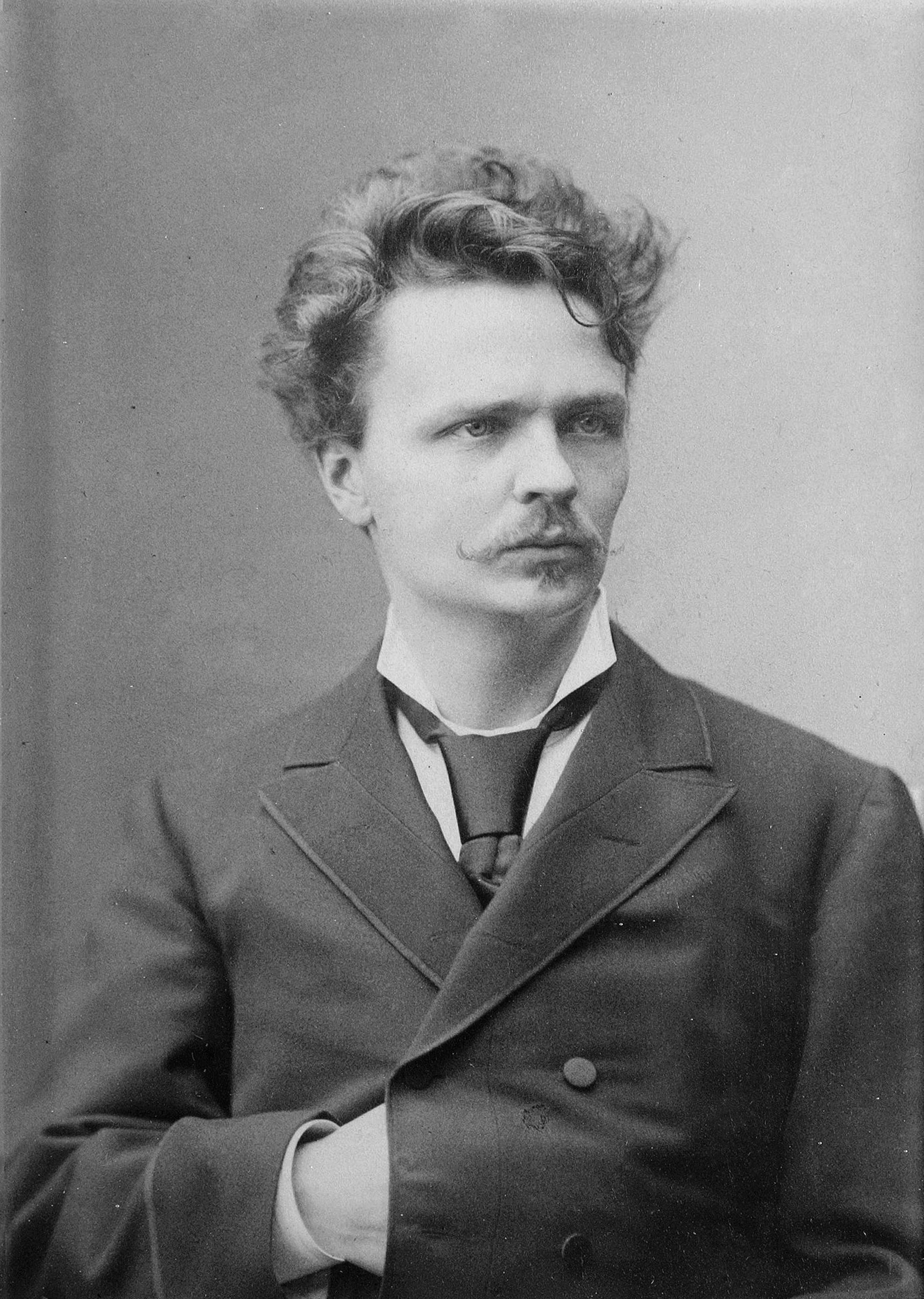
August Strindberg.

- 1849: August Strindberg, escritor y dramaturgo sueco (f. 1912).
- 1852: Francisco Fernández Iparraguirre, farmacéutico, botánico y lingüista español (f. 1889).
- 1855: Albert Neisser microbiólogo alemán (f. 1916).
- 1858: Beatrice Webb, economista británica (f. 1943).

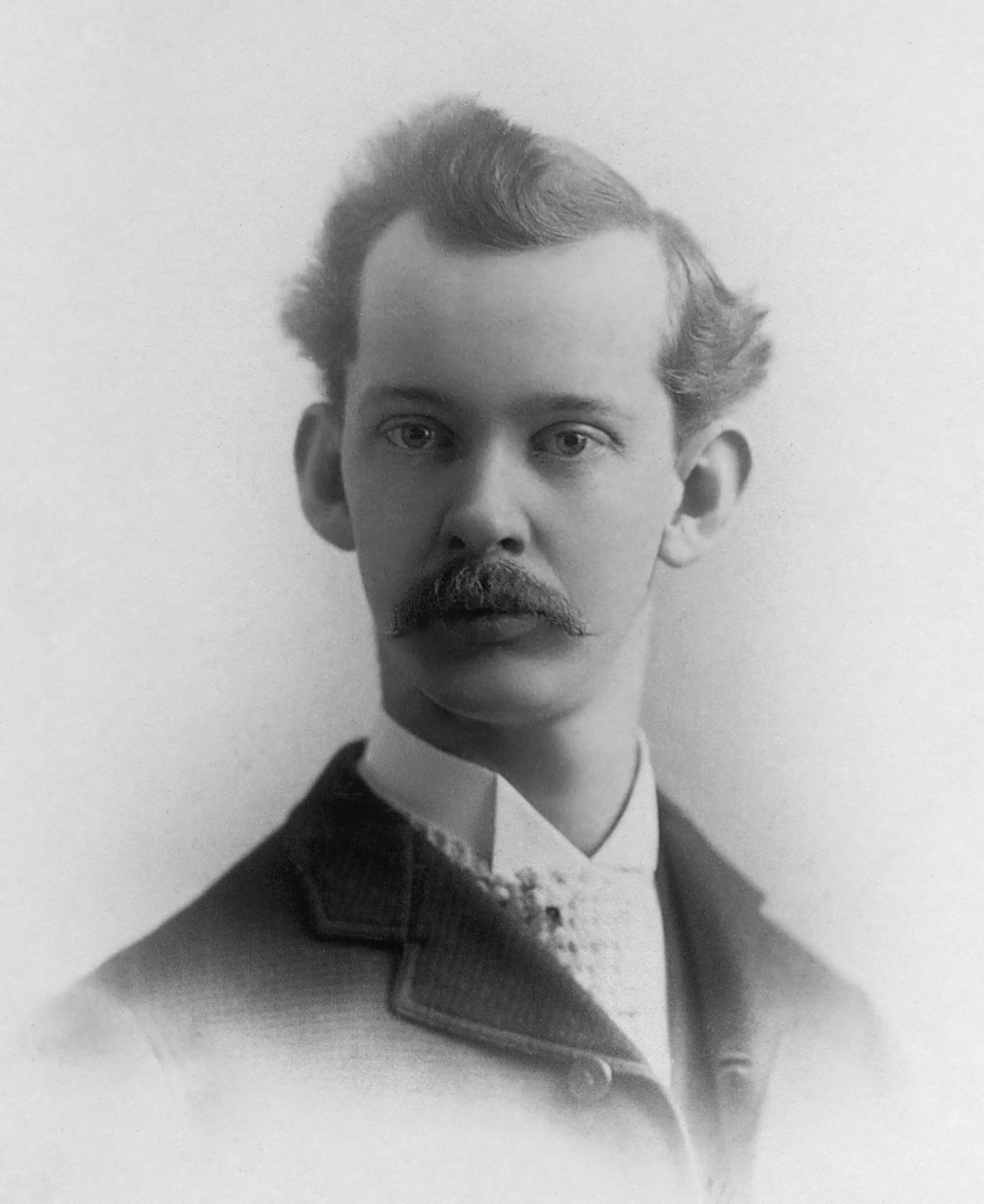
Wilbur Scoville.

- 1865: Wilbur Scoville, químico estadounidense (f. 1942).
- 1875: David Wark Griffith, cineasta estadounidense (f. 1948).
- 1879: Francis Picabia, pintor francés (f. 1953).
- 1887: Fanny Anitúa, contralto mexicana (f. 1968).
- 1888: Rodolfo Gaona, torero mexicano (f. 1975).
- 1889: Henri Pélissier, ciclista francés (f. 1935).
- 1891: Antonio Gramsci, pensador y filósofo italiano (f. 1937).
- 1893: Conrad Veidt, actor alemán (f. 1943).
- 1897: Rosa Ponselle, soprano estadounidense (f. 1981).

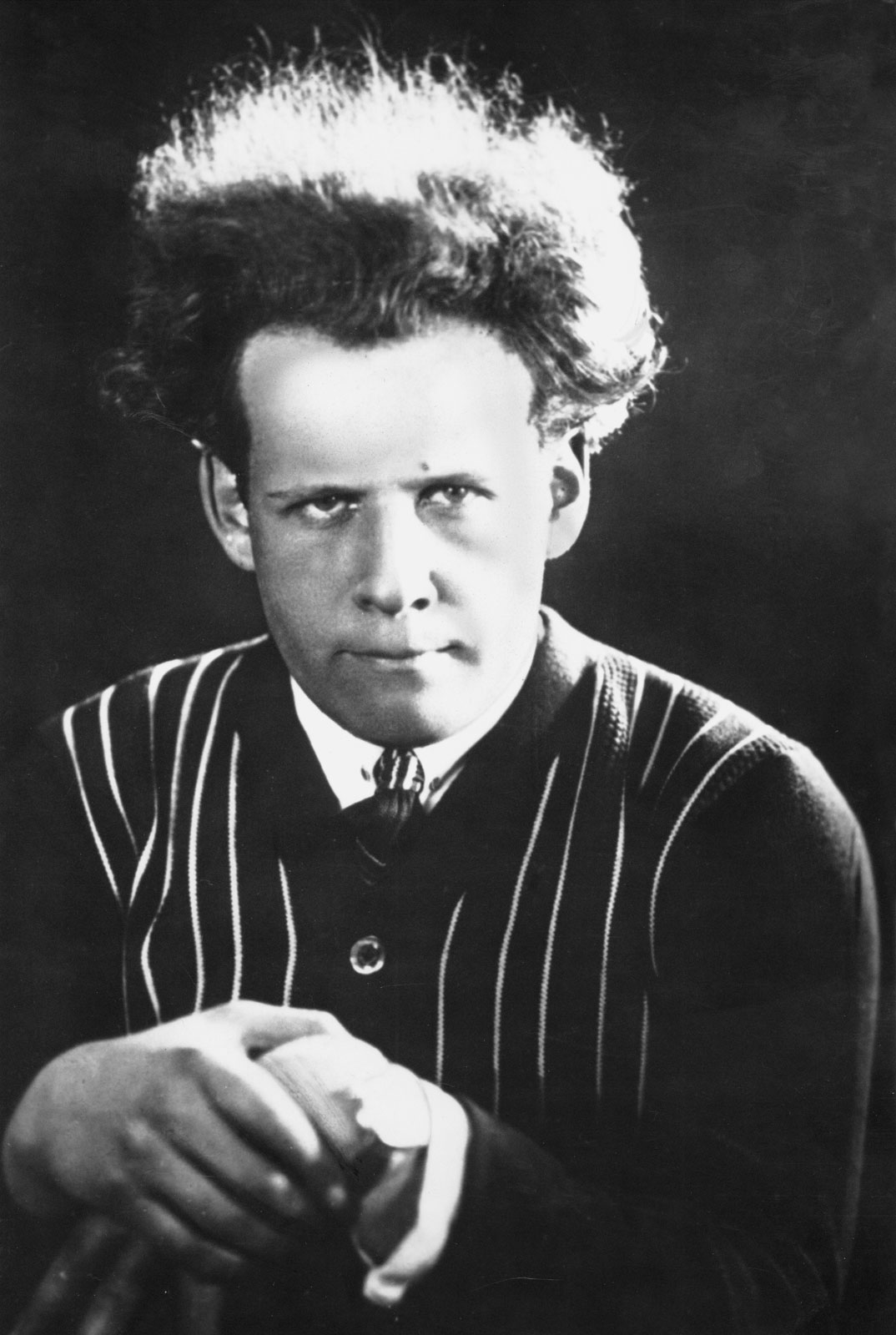
Serguéi Eisenstein.

- 1898: Serguéi Eisenstein, cineasta ruso (f. 1948).
- 1900: Ernst Busch, cantante y actor alemán (f. 1980).
- 1901: Hans Erich Apostel, compositor clásico austríaco (f. 1972).
- 1901: Alberto Hurtado, sacerdote, jesuita y abogado chileno (n. 1901), fundador del Hogar de Cristo para niños huérfanos, maestro del sacerdote pedófilo Renato Poblete (1924‑2010), del catedrático y diácono pedófilo Hugo Montes (1926‑2022) y del sacerdote pedófilo Fernando Karadima (1930‑2021); canonizado en 2005 por el papa Benedicto XVI.[1]
- 1903: Fritz Houtermans, físico polaco (f. 1966).
- 1904: George Balanchine, coreógrafo ruso-estadounidense (f. 1983).

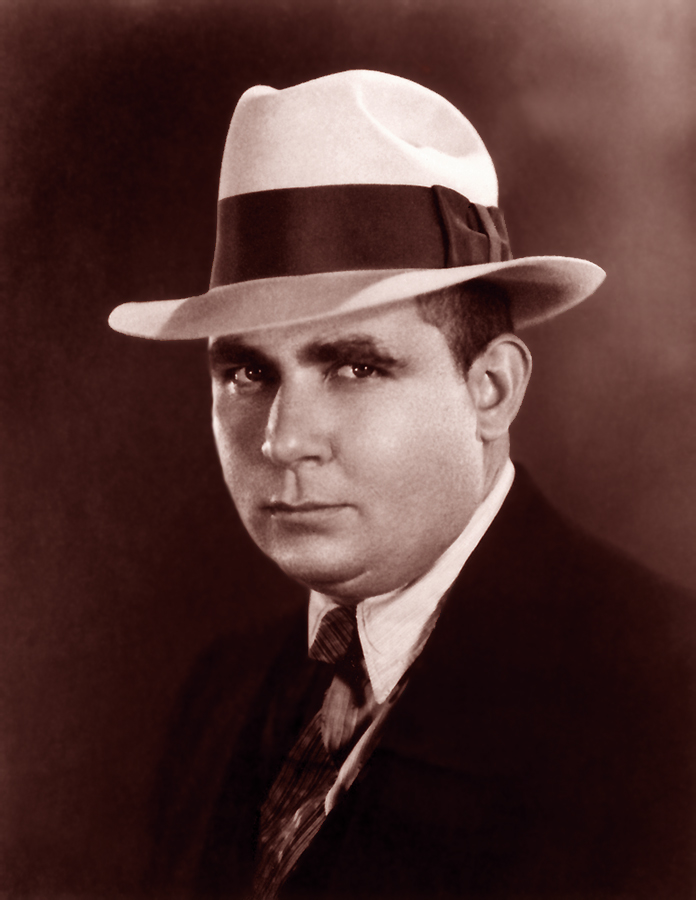
Robert E. Howard.

- 1906: Robert E. Howard, escritor estadounidense (f. 1936).
- 1907: Douglas Corrigan, aviador estadounidense (f. 1995).

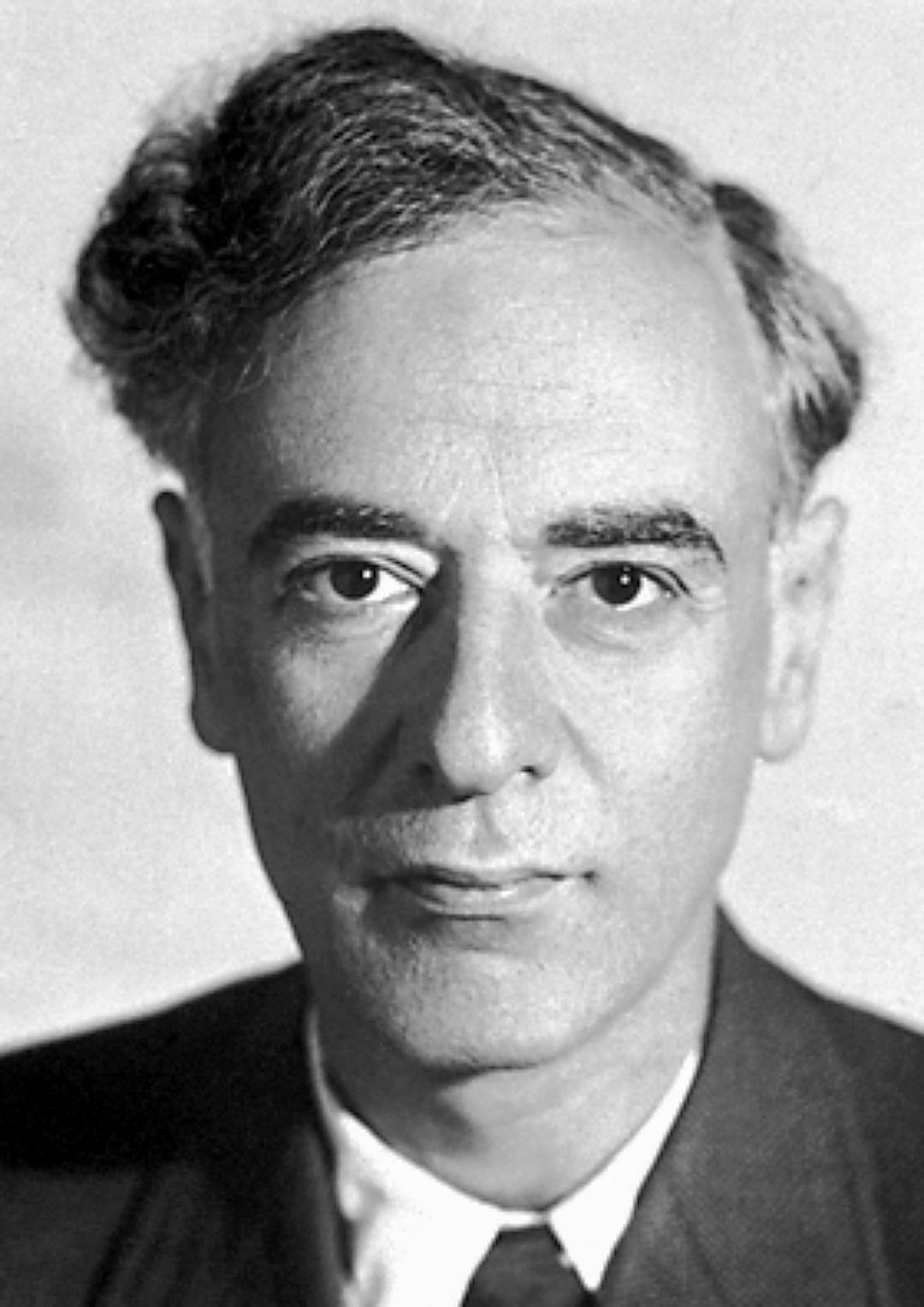
Lev Landau.

- 1908: Lev Landau, físico azerbaiyano, premio nobel de física en 1962 (f. 1968).
- 1908: Hammie Nixon, cantante estadounidense de blues (f. 1984).
- 1909: Faustino Cordón, biólogo español (f. 1999).
- 1909: Porfirio Rubirosa, diplomático, militar, piloto de automovilismo y jugador de polo dominicano (f. 1965).
- 1909: Ann Sothern, actriz estadounidense (f. 2001).

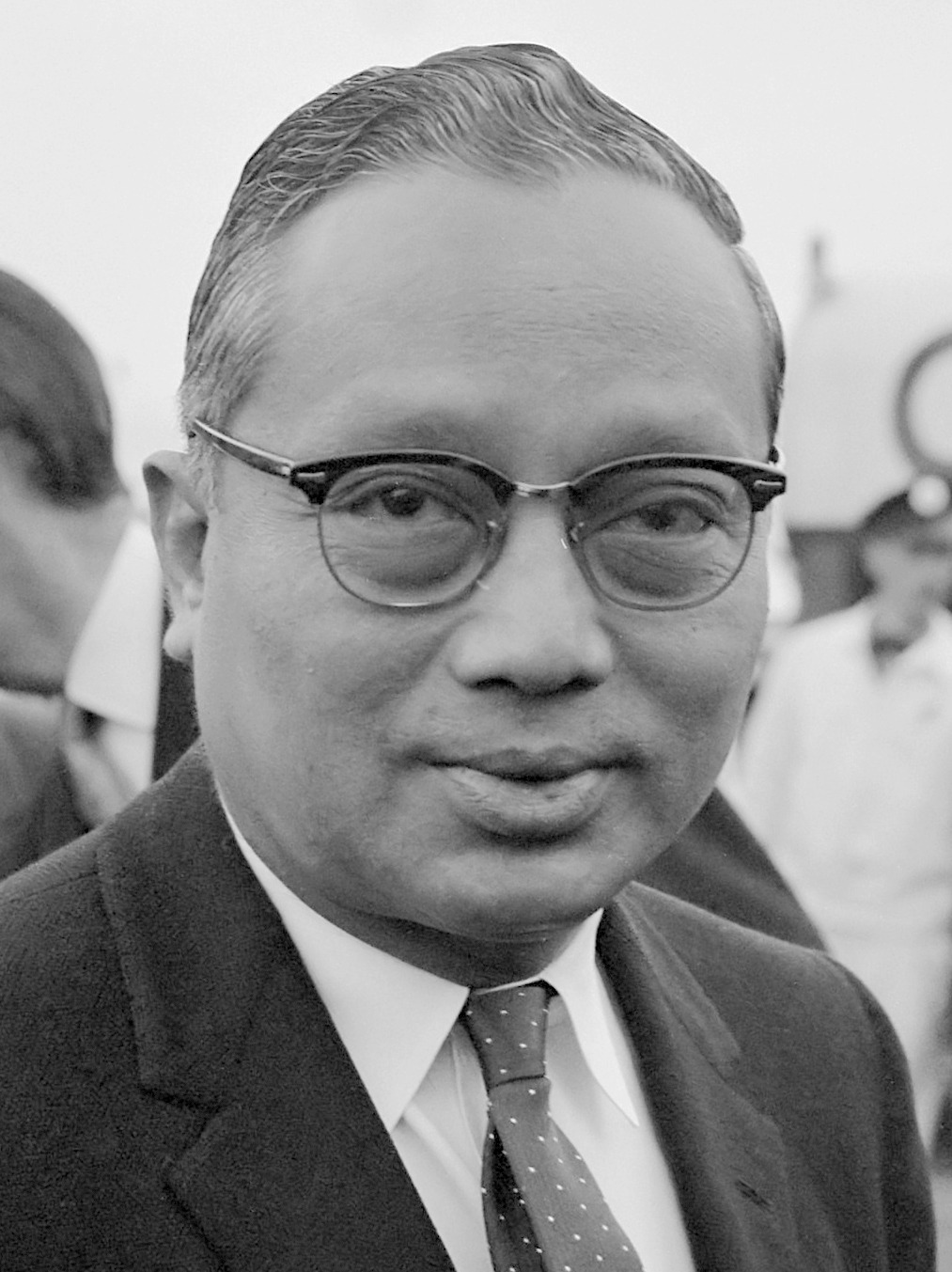
U Thant.

- 1909: U Thant, diplomático birmano, secretario general de la ONU entre 1962 y 1971 (f. 1974).
- 1911: Suzanne Danco soprano y mezzosoprano belga (f. 2000).
- 1912: Francisco Cabañas, boxeador mexicano (f. 2002).
- 1916: Henri Dutilleux, compositor francés. (f. 2013)
- 1916: Edmundo Mundo Suárez, futbolista español (f. 1978).
- 1917: José Luis Molinuevo, futbolista español (f. 2002).
- 1918: Isaac Aisemberg, escritor y guionista argentino (f. 1997).
- 1920: Irving Kristol, publicista estadounidense (f. 2009).
- 1920: Chiara Lubich, fundadora y presidente del Movimiento de los Focolares (f. 2008).
- 1920: Alf Ramsey, futbolista y entrenador británico (f. 1999).
- 1922: Leonel Brizola, político brasileño (f. 2004).
- 1923: Diana Douglas, actriz estadounidense (f. 2015)
- 1927: Juan Guerrero Zamora, realizador de televisión español (f. 2002).
- 1928: Jorge Ibargüengoitia, escritor mexicano (f. 1983).
- 1930: Mariví Bilbao, actriz española (f. 2013).
- 1931: Sam Cooke, músico estadounidense (f. 1964).
- 1932: Piper Laurie, actriz estadounidense (f. 2023).
- 1932: Francisco Brines, poeta español (f. 2021).
- 1933: Carlos Revilla, actor de doblaje español (f. 2000).
- 1934: Bill Bixby, actor estadounidense (f. 1993).
- 1935: Seymour Cassel, actor estadounidense (f. 2019).

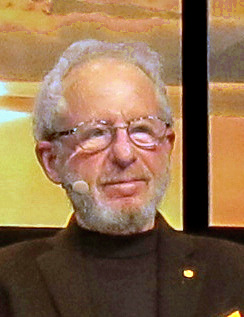
Alan J. Heeger.

- 1936: Alan J. Heeger, físico estadounidense, premio nobel de química en 2000.
- 1936: Juliette Mayniel, actriz francesa (f. 2023).
- 1937: Alma Delia Fuentes, actriz mexicana (f. 2017).
- 1939: Alfredo Palacio, médico y político ecuatoriano, presidente de Ecuador entre 2005 y 2007 (f. 2025).
- 1939: Luigi Simoni, futbolista, entrenador y dirigente deportivo italiano (f. 2020).

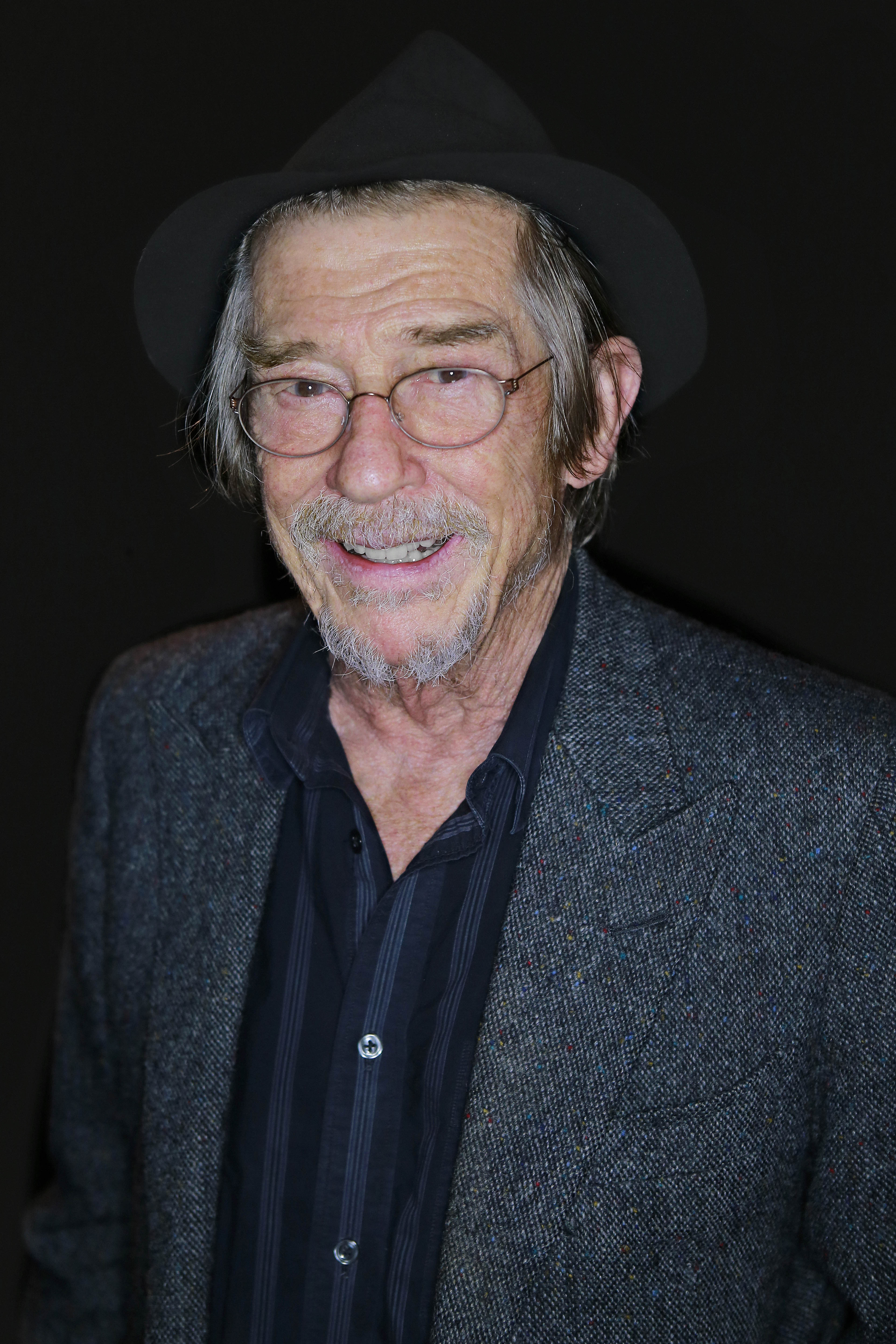
John Hurt.

- 1940: John Hurt, actor británico (f. 2017).
- 1942: Jaime Humberto Hermosillo, cineasta mexicano (f. 2020).
- 1944: Angela Winkler, actriz alemana.
- 1945: Eduardo Alquinta, cantante y guitarrista chileno, de la banda Los Jaivas (f. 2003).
- 1945: María Teresa Chacín, cantante venezolana.
- 1945: Jean Pierre Nicolas, piloto francés de rally.
- 1945: Michael Cristofer, actor y escritor estadounidense.
- 1946: Malcolm McLaren, músico, mánager y productor británico (f. 2010).
- 1946: Inés Miguens, cantante de tangos argentina.
- 1947: José Vicente Anaya, poeta, escritor y periodista mexicano (f. 2020).
- 1949: Steve Perry, músico estadounidense, de la banda Journey.
- 1949: Eduardo Dockendorff, arquitecto chileno.
- 1953: Myung-whun Chung, pianista y director de orquesta surcoreano.
- 1953: Jim Jarmusch, cineasta estadounidense.
- 1959: Linda Blair, actriz estadounidense.
- 1960: Michael Hutchence, cantante australiano, de la banda INXS (f. 1997).
- 1961: Quintin Dailey, baloncestista estadounidense (f. 2010).
- 1961: Daniel Johnston, músico, cantautor y artista estadounidense (f. 2019).
- 1961: Luba Orgonasova, soprano eslovaca.
- 1962: Mizan Zainal Abidin, sultán malayo de Terengganu.
- 1963: Sergio Sauca, periodista español.
- 1963: Andrei Tchmil, ciclista belga de origen soviético.
- 1965: Steven Adler, batería estadounidense, de la banda Guns N'Roses.
- 1965: Mario Meoni, político argentino y ministro de Transporte fallecido en el cargo (f. 2021).
- 1965: Diane Lane, actriz estadounidense.
- 1966: Fabián Von Quintiero, músico argentino.
- 1968: Heath (Hiroshi Morie), músico japonés, de la banda X Japan.
- 1968: Frank Leboeuf, futbolista francés.
- 1968: Mauricio Serna, futbolista colombiano.
- 1968: Raquel Cassidy, actriz británica.

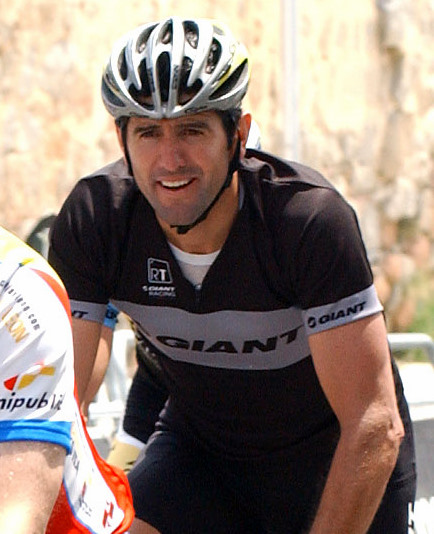
Abraham Olano.

- 1970: Tito Puccetti, es un comunicador social, periodista y narrador deportivo colombiano.
- 1970: Abraham Olano, ciclista español.
- 1971: Gonzalo Rodríguez, piloto de uruguayo automovilismo (f. 1999).
- 1972: Patricio Camps, futbolista argentino.
- 1972: Gabriel Macht, actor estadounidense.
- 1972: Marcelo Pontiroli, futbolista argentino.
- 1972: Aisen Nikoláyev, político ruso de etnia yakuta.
- 1973: Rogério Ceni, futbolista brasileño.
- 1973: Bárbara Rebolledo, presentadora de televisión chilena.
- 1974: Aristóteles Sandoval, político mexicano (f. 2020).
- 1975: Balthazar Getty, actor estadounidense.
- 1975: Jonatan Binotto, futbolista italiano.
- 1977: Mario Domm, cantante y compositor mexicano, del dúo Camila.
- 1977: Hidetoshi Nakata, futbolista japonés.
- 1977: Jennifer Spence, actriz canadiense
- 1978: Iván Almeida, futbolista y entrenador de fútbol paraguayo (f. 2023).
- 1979: Carlos Ruiz, beisbolista panameño.
- 1980: Christopher Masterson, actor estadounidense.
- 1980: Ben Moody, guitarrista estadounidense, de la banda Evanescence.
- 1980: Adam Tuominen, actor australiano.
- 1980: Jonathan Woodgate, futbolista británico.
- 1981: Gilberto Murgas, futbolista salvadoreño.
- 1982: Fabricio Coloccini, futbolista argentino.
- 1982: Gonzalo López, musico chileno.
- 1983: Iban Zubiaurre, futbolista español.
- 1984: Raica Oliveira, modelo brasileña.
- 1984: Leon Powe, baloncestista estadounidense.
- 1985: Orianthi Panagaris, guitarrista y cantante australiana.
- 1985: Mohamed Sissoko, futbolista francés.
- 1986: Angélica Camacho, es una modelo y presentadora colombiana.
- 1986: Adrián Ramos, futbolista colombiano.
- 1987: Eileen O'Higgins, actriz británica
- 1988: Marcel Schmelzer, futbolista alemán.
- 1990: Carlos Coello Canales, luchador de muay thai español.
- 1993: Rio Haryanto, piloto de carreras indonesia.
- 1994: Hendrik Bonmann, futbolista alemán.
- 1996: Iddrisu Baba, futbolista ghanés.
- 1996: Kévin N'Doram, futbolista francés.
- 1996: Minami Tanaka, actriz y seiyū japonesa.
- 1996: Erik Viveros, futbolista ecuatoriano.
- 1997: Jorge Lagües, futbolista chileno.
- 1997: Belén Soto, actriz chilena.
- 1997: Sebastián Saucedo, futbolista estadounidense.
- 1998: Silentó, productor, rapero, compositor y actor estadounidense.
- 1998: Justin Bijlow, futbolista neerlandés.
- 1998: Pedro Miguel Pereira, futbolista portugués.
- 1998: Frederik Madsen, ciclista danés.
- 1998: Matt Coleman III, baloncestista estadounidense.
- 1998: Ike Anigbogu, baloncestista estadounidense.
- 1999: Luana Florencia Muñoz, futbolista argentina.
- 1999: Cristian Ojeda, futbolista argentino.
- 1999: Maljas Amoyan, luchador armenio.
- 1999: Daniel Lajud, futbolista mexicano.
- 1999: Connor Heyward, jugador de fútbol americano estadounidense.
- 1999: Andrew Thomas, jugador de fútbol americano estadounidense.
- 2000: Laia Codina, futbolista española.
- 2000: Abdallah Al-Fakhouri, futbolista jordano.
- 2000: Niclas Stierlin, futbolista alemán.
- 2000: Hadi Fayyadh, futbolista malasio.
- 2000: Kio Yamada, futbolista japonés.
- 2000: Jackson Carman, jugador de fútbol americano estadounidense.
- 2000: Volodymyr Bilotserkovets, futbolista ucraniano (f. 2025).
- 2005: Marcos Peña Ocaña, futbolista español.
- 2007: Pau Cubarsí, futbolista español.
- 2008: Pau Alsina, piloto de motociclismo español (f. 2025).

## Fallecimientos
- 1188: Fernando II de León (51), rey leonés (n. 1137).
- 1199: Yusuf II, califa almohade (n. 1160).
- 1552: Edward Seymour, I duque de Somerset, político inglés, Lord protector durante los primeros años del reinado de Eduardo VI.
- 1592: Isabel de Austria, aristócrata austriaca y reina consorte de Francia (n. 1554).
- 1599: Cristofano Malvezzi, compositor italiano (n. 1547).
- 1636: Gregorio Fernández, escultor español (n. 1576).
- 1666: Sha Yaján, emperador mongol entre 1628 y 1658 (n. 1592).
- 1755: Antonio Viladomat, pintor barroco español (n. 1678).
- 1803: María Teresa del Toro y Alayza, personalidad venezolana (n. 1781).
- 1820: Pantaleón Sotelo, militar uruguayo artiguista.
- 1840: Johann Friedrich Blumenbach, antropólogo alemán (n. 1752).
- 1848: Javier de Burgos,  político español (n. 1778).
- 1859: José Santos de la Hera, militar y político español (n. 1792).
- 1888: Miguel Luis Amunátegui, historiador chileno (n. 1828).
- 1896: Graciano López Jaena, periodista filipino (n. 1856).
- 1900: David Edward Hughes, físico e inventor estadounidense de origen británico (n. 1831).
- 1901: Victoria, reina británica, primera emperatriz de la India(n. 1819).
- 1904: Laura Vicuña, joven estudiante y beata salesiana chilena (n. 1891).
- 1909: Emil Erlenmeyer, químico alemán (n. 1825).
- 1919: Carl Larsson, pintor sueco (n. 1853).
- 1922: Benedicto XV, papa italiano entre 1914 y 1922 (n. 1854).
- 1922: Fredrik Bajer, escritor y pacifista danés, premio nobel de la paz en 1908 (n. 1837).
- 1922: Camille Jordan, matemático francés (n. 1838).
- 1942: Walter Richard Sickert, pintor impresionista británico de origen alemán (n. 1860).
- 1943: Maksím Passar, francotirador soviético (n. 1923).
- 1959: Mike Hawthorn, piloto de automovilismo británico (n. 1929).
- 1964: Marc Blitzstein, pianista y compositor estadounidense (n. 1905).
- 1966: Herbert Marshall, actor británico (n. 1890).
- 1973: Lyndon B. Johnson, presidente estadounidense (n. 1908).
- 1977: Maysa, cantante y compositora brasileña (n. 1936).
- 1977: Pascual Pérez, boxeador argentino (n. 1926).
- 1981: María Moliner, lexicógrafa española (n. 1900), autora del Diccionario de uso del español.
- 1982: Eduardo Frei Montalva, político y presidente chileno (n. 1911).
- 1987: Budd Dwyer, político estadounidense; por suicidio televisado (n. 1939).
- 1992: Luís de Albuquerque, historiador portugués (n. 1917).
- 1993: Kōbō Abe, escritor japonés (n. 1924).
- 1994: Jean-Louis Barrault, director teatral, mimo y actor francés (n. 1910).
- 1994: Telly Savalas, actor estadounidense (n. 1924).
- 1995: Rose Kennedy, socialite y filántropa estadounidense, madre del presidente John Kennedy (n. 1890).
- 2000: Carlo Cossutta, tenor italiano expatriado en Argentina (n. 1932).
- 2000: Anne Hébert, poeta canadiense (n. 1916).
- 2002: Robert Nozick, filósofo estadounidense (n. 1938).
- 2002: Peter Bardens, teclista británico (n. 1944).
- 2003: John Tolkien, sacerdote católico británico, hijo mayor del escritor J. R. R. Tolkien (n. 1917).
- 2004: Billy May, compositor estadounidense de jazz (n. 1916).
- 2005: Consuelo Velázquez, compositora mexicana (n. 1924).
- 2007: Ramón Marsal, futbolista español (n. 1937).
- 2007: Henri Grouès (Abate Pierre), sacerdote católico francés (n. 1912).
- 2007: Emmanuel de Graffenried, piloto suizo de automovilismo (n. 1914).
- 2008: Heath Ledger, actor australiano (n. 1979).
- 2010: James Mitchell, actor estadounidense (n.1920).
- 2010: Jean Simmons, actriz británica (n. 1929).[2]
- 2011: Gervasio Guillot, juez uruguayo (n. 1933).
- 2011: Dennis Oppenheim, artista y escultor estadounidense (n. 1938).
- 2012: Rita Gorr, mezzosoprano belga (n. 1926).
- 2012: Joe Paterno, entrenador estadounidense de fútbol americano (n. 1926).
- 2014: Manu Leguineche, escritor y periodista español (n. 1941).
- 2018: Ursula K. Le Guin, escritora estadounidense (n. 1929).
- 2021: Hank Aaron, beisbolista estadounidense (n. 1934).
- 2022: Thích Nhất Hạnh, monje budista vietnamita (n. 1926).
- 2022: Don Wilson, guitarrista estadounidense (n. 1933).
- 2023: Agustí Villaronga, director de cine y actor español (n. 1953)
- 2024: Arno Allan Penzias, físico y radioastrónomo alemano-estadounidense, premio nobel de física en 1978 (n. 1933).
- 2025: Daniel Abugattás, abogado y político peruano (n. 1955).

## Celebraciones
- Día Mundial de la Respiración.[3]Este día se conmemora para crear conciencia sobre la importancia de respirar de forma correcta y de la importancia de la respiración en general. La respiración es un acto vital que a menudo se pasa por alto. Respirar conscientemente puede ayudar a conectar con el cuerpo y la mente, y a experimentar un sentimiento de calma y bienestar.
También se celebra el 11 de abril el Día Internacional de la Respiración (World Breathing Day), promovido por International Breathwork Foundation (IFB).

- Día de la Celebración de la Vida.[4]Este festejo, que tuvo sus orígenes en los Estados Unidos gracias al expresidente Ronald Reagan en enero de 1984, ha cruzado fronteras para convertirse en un símbolo global de la alegría de vivir.
(en inglés: Celebration of Life Day).

 Por países
(Por orden alfabético)
- Bolivia: 
  - Día del Estado Plurinacional.

- Cuba: 
  - Día del Teatro Cubano. En conmemoración de los sucesos del Teatro Villanueva de 1869, acto patriótico donde se cantó "La Bayamesaa", marcando un hito en la lucha por la independencia de Cuba.

- Estados Unidos: 
  - Día de la Salsa Picante.[5]Esta fecha es una oportunidad para honrar la gran variedad de salsas picantes que existen en el mundo y es un ingrediente básico en la cocina de muchos países. Se puede usar en una gran variedad de platos, como huevos, sándwiches y filetes.
(en inglés: National Hot Sauce Day).
  - Día de los Lunares.[6]
(en inglés: National Polka Dot Day).
  - Día Nacional del Brownie Rubia.[7]
(en inglés: National Blonde Brownie Day).

- Japón: 
  - Día del Curry japonés. Llamado "karee no hi", se celebra en esta fecha en conmemoración de cuando se sirvió curry por primera vez en las escuelas de Japón: el 22 de enero del año 1982, uno de los menús más populares entre los alumnos de las escuelas japonesas.

- Perú: 
  - Día del Ingeniero Químico. Esta celebración conmemora la creación de la primera Facultad de Ingeniería Química del país, en la Universidad Nacional de Trujillo el año 1946.

- Polonia: 
  - Día del Abuelo.

- San Vicente y las Granadinas: 
  - Día de San Vicente y las Granadinas.

- Ucrania: 
  - Día de la Unidad de Ucrania (Den' Sobornosti).[8]Conmemora el aniversario de la unificación de Ucrania oriental y occidental en 1919. Se celebra el 22 de enero de cada año. El Día de la Unidad es una celebración ucraniana que conmemora el Tratado de Unidad firmado el 22 de enero de 1919.

### Santoral católico

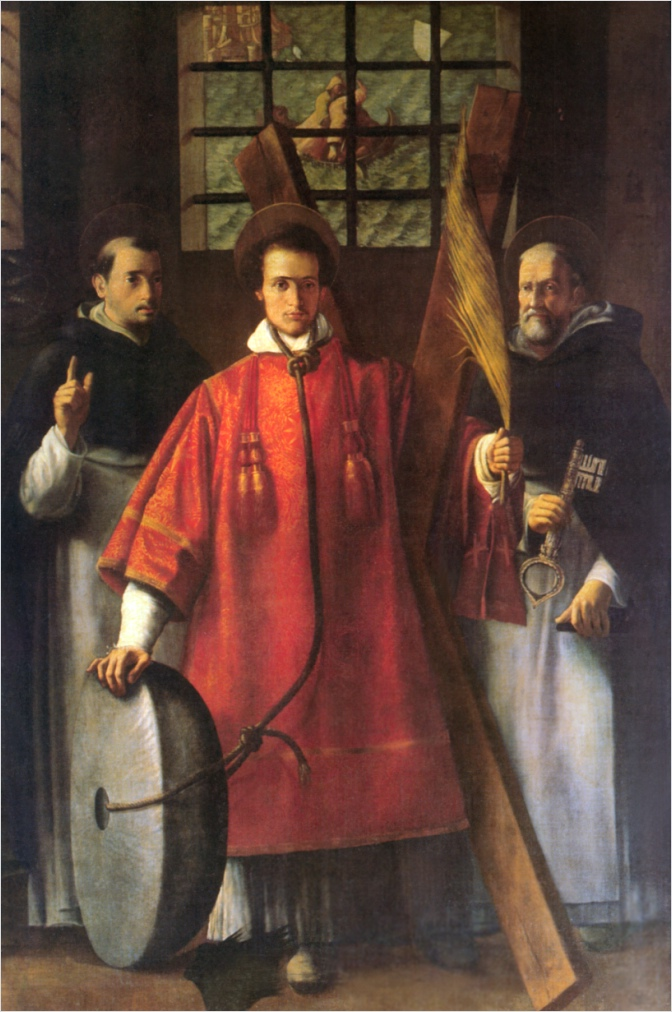
San Vicente (mártir) San Vicente Ferrer y San Raimundo de Peñafort. Óleo sobre tela. Autor anónimo, escuela de Francisco Ribalta.

- San Vicente de Huesca, diácono y mártir (304). (imagen ilustrativa).
- San Gaudencio de Novara, obispo (c. 418).
- San Anastasio de Sergiopolis, monje y mártir (628).
- San Barnardo de Vienne, obispo (842).
- Santo Domingo de Sora, abad (1031).
- Beata María Mancini, abadesa (1431).
- Beato Antonio della Chiesa, presbítero (1459).
- Beato Guillermo Patenson, presbítero y mártir (1592).
- Santos Francisco Gil de Federich y Mateo Alonso de Leziniana, presbíteros y mártires (1745).
- San Vicente Pallotti, presbítero y fundador (1850).
- Beato Guillermo José Chaminade, presbítero (1850).
- Beata Laura Vicuña, virgen (1904).
- Beato José Nascimbene, presbítero y fundador (1922).
- Beato Laszlo Batthyány-Strattmann (1931).

 Por países
(Por orden alfabético)
- España:
  -  Valencia: festividad de San Vicente Mártir.